# Бруно Петковић
Бруно Петковић (Метковић, 16. септембар 1994) је хрватски фудбалер који тренутно наступа за Динамо из Загреба. Игра на позицији нападача.

## Успеси
Динамо Загреб
- Прва лига Хрватске (5) : 2018/19,[5] 2019/20,[6] 2020/21,[7] 2021/22,[8] 2022/23.[9]
- Куп Хрватске (1) : 2020/21,[10] (финале: 2018/19)[11]
- Суперкуп Хрватске  (3) : 2019,[12] 2022,[13] 2023.[14]

 Хрватска
- Светско првенство у фудбалу:  2022.[15]
- Лига нација:  2022/23.[16]

Појединачни
- Најбољи фудбалер Прве лиге Хрватске: 2020,[17] 2021.[18]
- Идеални тим Прве лиге Хрватске: 2019,[19] 2020,[17] 2021.[18]
- Tportal фудбалер године у избору капитена клубова Прве лиге Хрватске: 2019,[20] 2023.[21]